# Hemioniscus balani
Hemioniscus balani är en kräftdjursart som beskrevs av Buchholtz 1866. Hemioniscus balani ingår i släktet Hemioniscus och familjen Hemioniscidae. Arten är reproducerande i Sverige. Utöver nominatformen finns också underarten H. b. japonica.